# Joan Benoit

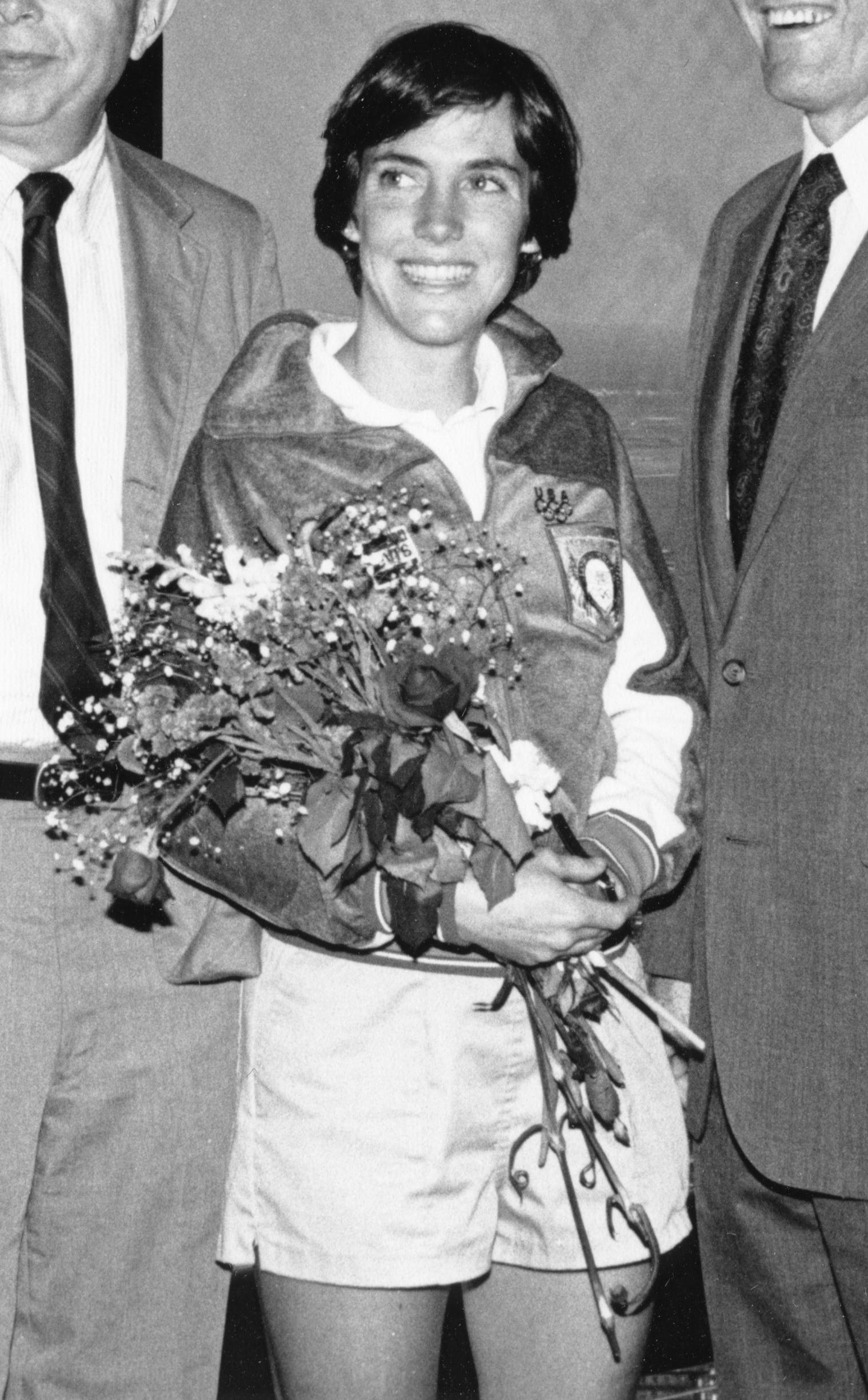
Joan Benoit in 1984.

Joan Benoit-Samuelson (Cape Elizabeth - Maine, 16 mei 1957) is een Amerikaanse voormalige langeafstandsloopster, olympisch kampioene, Amerikaans kampioene op de 10.000 m en ex-wereldrecordhoudster op de marathon en halve marathon.

## Biografie

### Hardlopen als herstel van gebroken been
Benoit behaalde haar diploma aan de Cape Elizabeth highschool in Cape Elizabeth in 1975 en studeerde in 1979 af aan het Bowdoin College in Brunswick.
Benoit begon met hardlopen om te herstellen van een gebroken been, dat ze opliep bij het skiën. Op het Bowdoin College blonk ze uit in atletiek en in 1979 maakte ze haar marathondebuut op de marathon van Honolulu, waarmee ze zich kwalificeerde voor de Boston Marathon. Hoewel ze eigenlijk aan haar achillespees geopereerd zou moeten worden, deed ze in Boston mee. Als relatief onbekende won ze de wedstrijd, getooid met een Red Sox-pet, in 2:35.15 en haalde hiermee acht minuten van het parcoursrecord af. In 1983 herhaalde ze dit en verbeterde het wereldrecord op de marathon met twee minuten, dat in handen was van Grete Waitz, gevestigd tijdens de London Marathon in 1983.

### Eerste olympische marathonkampioene
Op de Olympische Spelen van Los Angeles in 1984 won Joan Benoit de olympische marathon. Dit was het jaar dat de vrouwenmarathon voor de eerste maal in het olympische programma opgenomen was. Nadat ze de Amerikaanse trials had gewonnen, amper zeventien dagen na een noodzakelijke operatie aan de knie, won ze ook deze olympische marathon, met meer dan een minuut voorsprong op de zilverenmedaillewinnares Grete Waitz. 'Ik had besloten om mijn eigen wedstrijd te lopen zonder me op mijn tegenstanders te richten. Bij dit soort wedstrijden moet je altijd je eigen tempo lopen en na enkele kilometers het ritme aanhouden dat goed voor je is. Als je in een peloton loopt, zijn er, tenzij je resoluut de kop neemt en al het werk doet, altijd veel tempowisselingen en in een marathon is dat dodelijk. Dan kun je je beter losmaken en een gelijkmatig tempo gaan lopen, dat is altijd gunstig.' Het resultaat van haar tactiek was, dat Benoit na 10 kilometer reeds een halve minuut voorsprong had opgebouwd en niemand zou haar daarna nog benaderen. Toch was ze lange tijd niet gerust op de overwinning. 'Pas toen ik bij het stadion aankwam, begon ik in een overwinning te geloven, want toen ik mij omdraaide, zag ik geen enkele tegenstander aankomen.'

### Sullivan Award
In 1985 won Joan Benoit de Chicago marathon in de Amerikaanse recordtijd van 2:21.21, dat achttien jaar stand zou houden en werd ze onderscheiden met de AAU Sullivan Award voor de beste Amerikaanse amateuratlete. In 1986 verbrak ze het Amerikaanse record op de 25 km stratenloop. Daarna kreeg ze te kampen met vele blessures en zou nooit meer terugkomen op haar oude niveau.
Na haar hardloopcarrière schreef Benoit boeken, waaronder Running Tide en Running for Women. Ze heeft ook een hardloopkliniek geopend. Hiernaast is ze trainer van de vrouwelijke duursporters en geeft veelvuldig commentaar op televisie.
In 2006 fungeerde ze als haas voor Lance Armstrong, toen deze de New York City Marathon liep.

### Privé
Joan Benoit is op 29 september 1984 getrouwd met Scott Samuelson en moeder van een dochter, genaamd Abigail (Abby) en een zoon, Anders.

## Titels
- Olympisch kampioene marathon - 1984
- Amerikaans kampioene 10.000 m - 1981

## Persoonlijke records
Outdoor
| Onderdeel | Prestatie | Datum        | Plaats       |
| --------- | --------- | ------------ | ------------ |
| 3000 m    | 8.53,49   | 19 juni 1983 | Indianapolis |
| 5000 m    | 15.40,42  | 26 juni 1982 | Oslo         |
| 10.000 m  | 32.07,41  | 17 juni 1984 | Los Angeles  |

Weg
| Onderdeel      | Prestatie       | Datum            | Plaats       |
| -------------- | --------------- | ---------------- | ------------ |
| 5 km           | 16.24           | 4 mei 1991       | Cedar Rapids |
| 10 km          | 31.44           | 21 november 1982 | Rosemont     |
| 15 km          | 50.13           | 17 juni 1990     | Portland     |
| 10 Eng. mijl   | 53.18           | 26 april 1986    | New York     |
| halve marathon | 1:08.34 (ex-WR) | 1984             | Philadelphia |
| 25 km          | 1:24.43 (NR)    | 10 mei 1986      | Grand Rapids |
| marathon       | 2:21.21 (ex-WR) | 20 oktober 1985  | Chicago      |

Indoor
| Onderdeel   | Prestatie | Datum            | Plaats          |
| ----------- | --------- | ---------------- | --------------- |
| 1500 m      | 4.24,0    | 1983             |                 |
| 1 Eng. mijl | 4.36,48   | 1983             |                 |
| 3000 m      | 8.53,55   | 28 februari 1983 | East Rutherford |
| 5000 m      | 15.50,34  | 8 januari 1983   | Hanover         |

## Palmares

### 3000 m
- 1983:  Pan-Amerikaanse Spelen - 9:14.19

### 5000 m
- 1979:  Durham - 15.43,1
- 1998:  Nike World Masters Games in Eugene - 17.03

### 10.000 m
- 1981:  Amerikaanse kamp. - 33.37,5
- 1984:  Olympic Trials in Los Angeles - 32.07,41
- 1986:  Boston College Relays - 32.45,4

### 5 km
- 1995:  Wegmans in Rochester - 16.58
- 1995:  Twin Cities in St Paul - 17.18
- 1998:  YMCA Back Bay in Portland - 17.01
- 1999:  Carlsbad- Masters - 17.06
- 1999:  YMCA Back Bay in Portland - 17.15
- 2000: 5e Fleet Feet Festival in Tysons Corner - 17.38
- 2004: 4e Firecracker Fast in Little Rock - 17.52,2
- 2009: 4e BAA in Boston - 17.42,9
- 2010: 4e Firecracker Fast in Little Rock - 17.33,1

### 10 km
- 1978:  Bonne Bell in Boston - 33.15
- 1978:  Guayanilla - 35.37
- 1979:  Bermuda in Hamilton - 34.19
- 1979:  Roland Dyer in Portland - 35.14
- 1979:  Camden - 33.45
- 1979:  Kingfield - 33.41
- 1979:  Diet Pepsi in Purchase - 33.56
- 1979:  Bonne Bell in Boston - 34.12
- 1980:  L'Eggs Mini-Marathon in New York - 33.42
- 1980:  Rosemont Turkey Trot - 36.10
- 1981:  Bermuda in Hamilton - 34.08
- 1981:  Crescent City Classic in New Orleans - 32.41
- 1981:  Purity Supreme Heartbreak Hill in Boston - 34.29
- 1982:  Newton - 32.54
- 1982:  L'eggs Mini-marathon in New York - 32.36
- 1982:  Orange Classic in Middletown - 33.17
- 1982:  Evening Medical Center in Boston - 32.36
- 1982:  Benjamin's in Bangor - 32.43
- 1982:  Rosemont - 31.44
- 1983:  Crescent City Classic in New Orleans - 31.44
- 1983:  Orange Classic in Middletown - 32.35
- 1983:  Dr Scholl's Pro Comfort in Boston - 32.22
- 1983:  Sports Med in South Bend - 32.37
- 1983:  Bonne Bell in Boston - 31.36
- 1983:  Purity Supreme Heartbreak Hill in Boston - 32.19
- 1983:  Dr Scholl's Pro Comfort in Rancho Palos Verdes - 32.52
- 1983:  Rosemont Turkey Trot - 33.11
- 1984:  Azalea Trail Run in Mobile - 31.57
- 1985:  Tufts in Boston - 31.49
- 1986:  Milk Run in Boston - 32.35
- 1986:  L'Eggs Mini-Marathon in New York - 33.03
- 1986:  Bellin Hospital in Green Bay - 31.58
- 1987:  Carolina in Columbia - 33.22
- 1988:  Wilton Manors - 34.42
- 1988:  Bellin Hospital in Green Bay - 33.14
- 1988:  L L Bean 4th of July in Freeport - 34.03
- 1989:  Azalea Trail in Tyler - 33.29
- 1990:  Bellin in Green Bay - 33.04
- 1991:  Bellin Run in Green Bay - 33.23
- 1991:  L L Bean 4th of July in Freeport - 35.11
- 1992:  Alamo Heart Run in Miami - 33.56
- 1992:  Redbud Classic in Oklahoma City - 34.28
- 1992:  Olathe Medical Center - 35.22
- 1992:  Bellin Run in Green Bay - 33.37
- 1993:  Alamo Heart Run in Ft Lauderdale - 35.09
- 1994:  Carrabassett Balley in n/a - 35.15
- 1996:  Bellin Run in Green Bay - 34.40
- 1997:  L L Bean 4th of July in Freeport - 35.38
- 1999:  Rocky Coast in Boothbay Harbor - 36.01
- 2000:  L L Bean in Freeport - 35.57
- 2001: 5e Bellin Run in Green Bay - 35.40
- 2001:  L L Bean 4th of July in Freeport - 36.10
- 2002:  L L Bean 4th of July in Freeport - 36.58
- 2002:  Great Osprty Ocean Run in Freeport - 37.11
- 2003:  L L Bean in Freeport - 37.02
- 2004:  L L Bean 4th of July Road Race in Freeport - 37.58
- 2004:  Great Osprey Ocean Run in Freeport - 38.24
- 2005:  L L Bean in Freeport - 37.16
- 2006:  L L Bean Fourth of July in Freeport - 37.19
- 2007: 5e L L Bean in Freeport - 38.22
- 2008:  Bellin Run in Green Bay - 36.44
- 2008:  L L Bean in Freeport - 37.05
- 2009: 5e Bellin Run in Green Bay - 36.13
- 2009:  Crowley Brothers Memorial in Rutland - 38.17
- 2009:  L L Bean in Freeport - 37.40
- 2010:  L L Bean Fourth of July in Freeport - 38.26
- 2011:  L L Bean Fourth of July in Freeport - 38.59
- 2012: 4e L L Bean Fourth of July in Freeport - 38.09
- 2014: 5e L L Bean Fourth of July in Freeport - 40.27
- 2015:  New Balance Falmouth Road Race - 39.35 +

### 15 km
- 1978:  Nike Challenge in Minneapolis - 52.08
- 1979:  Jacksonville River Run - 51.47
- 1979:  Cascade Run-Off in Portland - 51.27,5
- 1980: 4e Cascade Run Off in Portland - 51.41
- 1981:  River Run in Jacksonville - 50.31
- 1982:  Crimestoppers in El Paso - 51.08
- 1991:  Cincinnati Heart Mini-Marathon - 52.46
- 1994:  Sugarloaf in Valley - 53.09

### 10 Eng. mijl
- 1978:  Bowdoin-to-the-Coast-and-Back - 57.28
- 1979:  Trevira Twosome - 56.26
- 1979:  Bobby Crim Special Olympics - 55.42
- 1980:  Shamrock - 1:00.22
- 1980: 4e Trevira Twosome - 56.03
- 1980:  Bobby Crim - 56.16
- 1981:  Shamrock - 55.28
- 1982:  Bobby Crim - 53.18
- 1986:  Trevira Twosome - 53.18
- 1990:  Mid-Winter Classic - 1:00.53
- 2008:  Virginia - 1:02.26

### 20 km
- 1981:  Elby's Distance Race in Wheeling - 1:10.47

### halve marathon
- 1980:  halve marathon van Orléans - 1:15.27
- 1980:  halve marathon van Lake Oswego - 1:17.05
- 1980:  Bahamas Bluewater - 1:17.59
- 1981:  halve marathon van New Orleans - 1:13.26 (WR)
- 1981:  halve marathon van San Diego - 1:11.16 (WR)
- 1981:  halve marathon van Manchester - 1:12.50
- 1981:  halve marathon van Tampa - 1:17.11
- 1983:  halve marathon van Philadelphia - 1:09.14 (WR)
- 1984:  halve marathon van Philadelphia - 1:08.34 (WR)
- 1985:  halve marathon van Philadelphia - 1:09.44
- 1990:  halve marathon van Sognefjord - 1:12.38
- 1990:  halve marathon van Portland - 1:12.05
- 1990:  halve marathon van Toronto - 1:12.37
- 1991:  halve marathon van Toronto - 1:13.29
- 1992:  halve marathon van Portland - 1:16.54
- 1995:  halve marathon van Bar Harbor - 1:18.11
- 1997:  halve marathon van Bar Harbor - 1:17.06
- 1998:  halve marathon van Lake Buena Vista - 1:18.12
- 1998:  halve marathon van Portland - 1:17.11
- 1999: 4e halve marathon van Lake Buena Vista - 1:20.28
- 1999:  halve marathon van Portland - 1:18.00
- 2003:  halve marathon van Portland - 1:18.44
- 2004:  halve marathon van Detroit Lakes - 1:22.12
- 2009:  halve marathon van Jacksonville Beach - 1:23.21
- 2009:  halve marathon van Toronto - 1:22.04,7
- 2010:  halve marathon van Jacksonville Beach - 1:25.43
- 2010:  halve marathon van Oklahoma City - 1:23.50
- 2011:  halve marathon van Austin - 1:24.52
- 2012:  halve marathon van Corning - 1:26.20
- 2014: 4e halve marathon van Hamilton - 1:30.57
- 2014:  halve marathon van Bentonville - 1:28.26,3
- 2014: 4e halve marathon van Taipei - 1:27.09

### 25 km
- 1981:  Old Kent River Bank in Grand Rapids - 1:26.21
- 1982:  Old Kent River Bank in Grand Rapids - 1:26.31
- 1985:  Old Kent River Bank Run in Grand Rapids - 1:27.25
- 1986:  Old Kent River Bank in Grand Rapids - 1:24.43 (NR)

### marathon
- 1979:  marathon van Hamilton - 2:50.54
- 1979:  Boston Marathon - 2:35.15
- 1979:  marathon van Eugene - 2:35.41
- 1980:  marathon van Auckland - 2:31.23
- 1980: 4e Avon Women's in Londen - 2:38.42
- 1981:  marathon van Boston - 2:30.17
- 1981:  marathon van Ottawa - 2:37.25
- 1981:  marathon van Columbus - 2:39.07
- 1982:  marathon van Eugene - 2:26.12
- 1983:  Boston Marathon - 2:22.43 (WR)
- 1984:  US Olympic Trials in Olympia - 2:31.04
- 1984:  OS - 2:24.52
- 1985:  Chicago Marathon - 2:21.21 (NR)
- 1988:  marathon van New York - 2:32.40
- 1989: 9e marathon van Boston - 2:37.52
- 1991: 4e marathon van Boston - 2:26.54
- 1991: 6e marathon van New York - 2:33.48
- 1992:  marathon van Columbus - 2:32.20
- 1993: 6e marathon van Boston - 2:35.43
- 1994: 6e marathon van Chicago - 2:37.09
- 1995: 11e marathon van Orlando - 2:48.31
- 1996: 13e marathon van Columbia - 2:36.54
- 1997: 17e marathon van Chicago - 2:46.34
- 1998: 12e marathon van New York - 2:41.06
- 2000: 9e marathon van Columbia - 2:39.59
- 2001: 21e marathon van New York - 2:42.56
- 2002: 16e marathon van Chicago - 2:42.28
- 2003: 8e marathon van Honolulu - 2:53.54
- 2005: 11e marathon van Saint Paul - 2:46.27
- 2008: 90e marathon van Boston - 2:49.08
- 2009:  marathon van New York - 2:49.09
- 2010: 40e marathon van Chicago - 2:47.50
- 2010: 22e marathon van Athene - 3:03.37
- 2011: 11e marathon van Boston - 2:51.29
- 2013: 10e marathon van Boston - 2:50.33
- 2013: 15e marathon van New York - 2:57.13
- 2014: 14e marathon van Boston - 2:52.15
- 2015: 28e marathon van Boston - 2:54.26

### veldlopen
- 1980: 26e WK in Parijs - 16.28
- 1983: 4e WK in Gateshead - 13.57

### overige
- 1985:  Bay to Breakers in San Francisco (12 km) – 39.55

## Onderscheidingen
- James E. Sullivan Award - 1985
- Abebe Bikila Award - 1986

1984: Joan Benoit ·
1988: Rosa Mota ·
1992: Valentina Jegorova ·
1996: Fatuma Roba ·
2000: Naoko Takahashi ·
2004: Mizuki Noguchi ·
2008: Constantina Diță ·
2012: Tiki Gelana ·
2016: Jemima Sumgong ·
2020: Peres Chepchirchir ·
2024: Sifan Hassan
- Gemeinsame Normdatei: 118850628
- World Athletics: 14355800
- International Standard Name Identifier: 0000 0004 4888 2161
- Library of Congress Control Number: n86129753
- SNAC: w6k10136
- Virtual International Authority File: 79401021
- WorldCat: E39PBJk4yfd7gbtFrRVjpX3RKd